# کنین سیتی (اورگن)
کنین سیتی  (به انگلیسی: Canyon City ) شهری در شهرستان گرنت ایالت اورگن است و در سرشماری سال ۲۰۱۱ میلادی، ۷۰۳ نفر جمعیت داشته که نسبت به سال ۲۰۱۰، ۱ درصد رشد جمعیت داشته‌است.